# ديفيد إيمبيه
ديفيد إيمبيه (بالفرنسية: David Embé)‏ (مواليد 13 نوفمبر 1973) هو لاعب كرة قدم. يلعب مع منتخب الكاميرون لكرة القدم. سبق له أن لعب في كأس العالم لكرة القدم مع منتخب بلاده.

## روابط خارجية
- ديفيد إيمبيه على موقع الاتحاد الدولي (مؤرشف)  (الإنجليزية)
- ديفيد إيمبيه على موقع قاعدة بيانات كرة القدم.إي يو (الإنجليزية)
- ديفيد إيمبيه على موقع ناشيونال فوتبول تيمز (الإنجليزية)